# رقصة ريفية

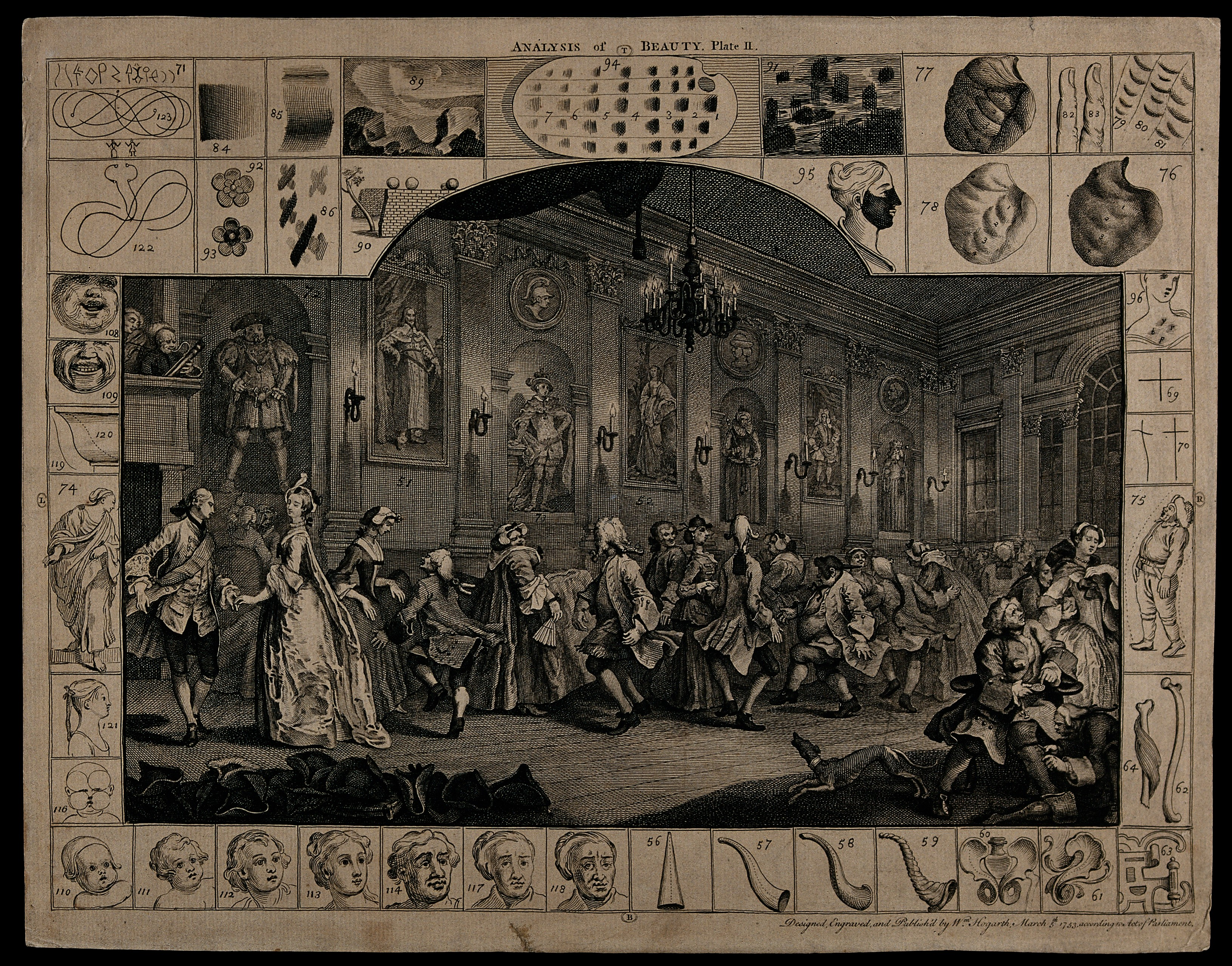
رقصة هزلية من القرن الثامن عشر ؛ نقش هوجرث

الرقصة الريقية أو رقصة الريف هي أي عدد كبير جدًا من الرقصات الاجتماعية من النوع الذي نشأ في الجزر البريطانية. تتضمن التنفيذ المتكرر لتسلسل محدد مسبقًا من الحركات المصممة بعناية لتناسب طولًا ثابتًا للموسيقى يؤديها مجموعة من الأشخاص عادة في أزواج ضمن مجموعة واحدة أو أكثر. تتضمن الحركات التفاعل مع شريكك و / أو مع الراقصين الآخرين ويغلب أن تصمم ليرقص كل مع كل في المجموعت. من الشائع في العصر الحديث أن يكون ثمة منادٍ يعلم الرقص ثم يدعو الشخصيات وأنت ترقص. تؤدى رقصات الريف بأساليب مختلفة.

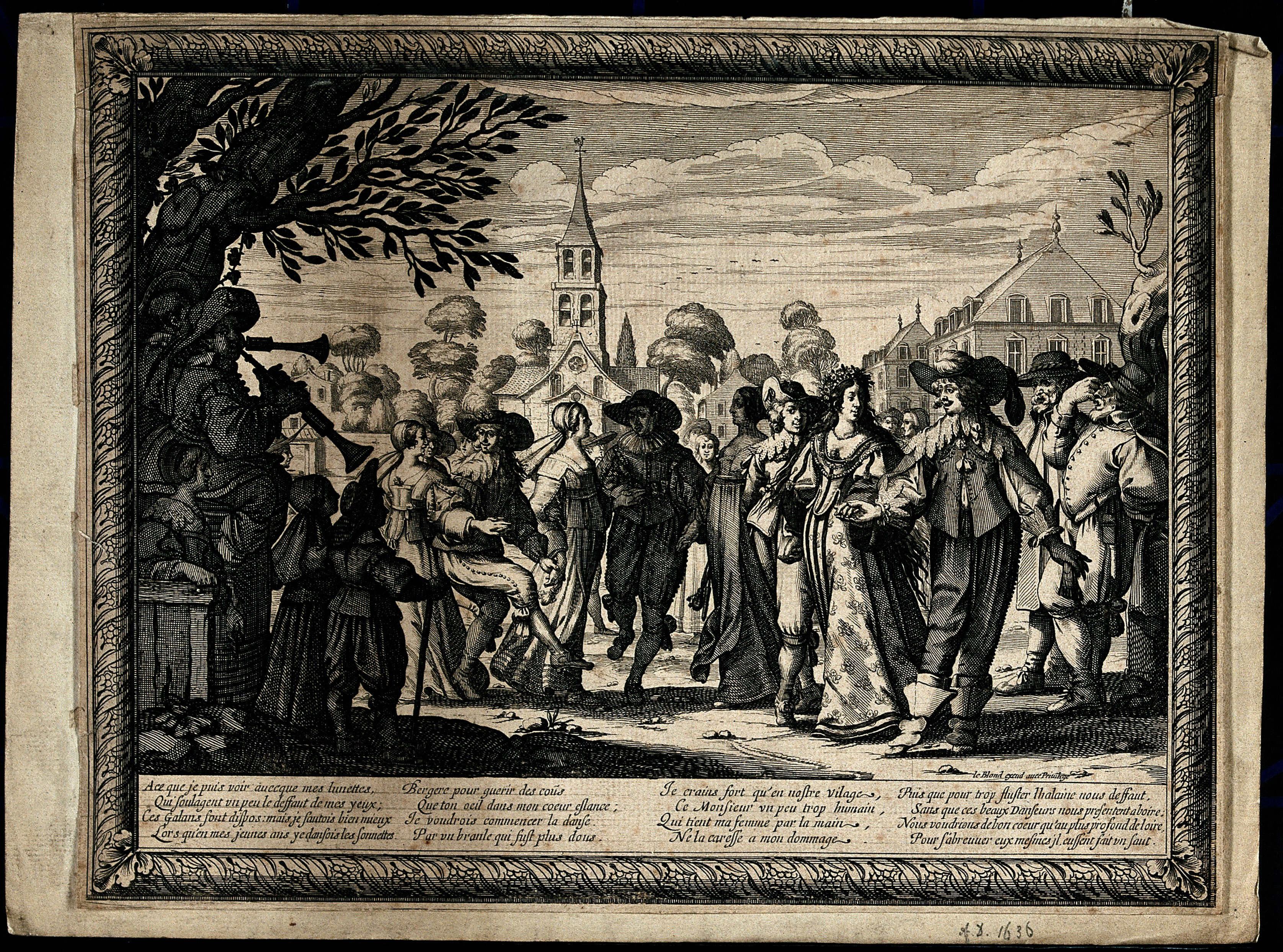
رقص البلد القروي. نقش أبرَهام بوس عام 1633

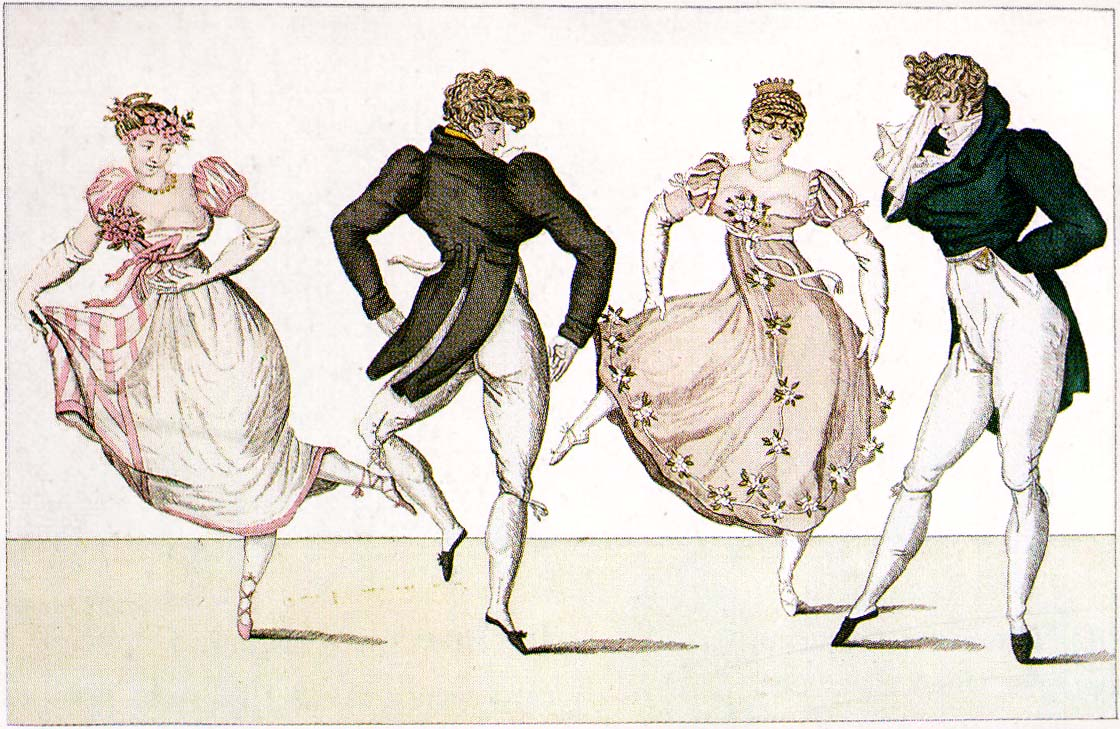